# 薩克塞斯 (新罕布什爾州)
薩克塞斯（英語：Success）是位於美國新罕布什爾州庫斯縣的一個行政鎮區。

## 地方資料
薩克塞斯的面積為147.66平方千米，當中陸地面積為146.33平方千米，而水域面積為1.33平方千米。根據2020年美國人口普查的數據，當地共有人口4人，而人口密度為每平方千米0.03人。